# Obeida obscurata
Obeida obscurata là một loài ruồi trong họ Tachinidae.